# Dev-C++
Dev-C++ är en fri integrerad utvecklingsmiljö. Programmet kan användas till att programmera C och C++.

## Varianter
Dev-C++ finns för Windows och Linux. Det finns också en portabel version av Dev-C++ för Windows.

## Status
Projektet kan ses som nedlagt. Windows-varianten har inte uppdaterats sedan 2005 trots att den senaste versionen bara var en betaversion. Linuxvarianten har inte uppdaterats sedan 2001 och är även den fortfarande i beta-stadiet.